# Nikołaj Iwanow (wioślarz)
Nikołaj Piotrowicz Iwanow (ros. Николай Петрович Иванов, ur. 20 sierpnia 1949 w Leningradzie, zm. 8 czerwca 2012 w Petersburgu) – rosyjski wioślarz reprezentujący ZSRR, złoty medalista olimpijski i czterokrotny medalista mistrzostw świata.

## Kariera
Wystąpił na igrzyskach olimpijskich w Monachium w 1972, zajmując piąte miejsce w dwójkach ze sternikiem. Na rozgrywanych cztery lata później igrzyskach olimpijskich w Montrealu osada ZSRR w składzie: Władimir Jeszynow, Nikołaj Iwanow, Michaił Kuzniecow, Aleksandr Klepikow, Aleksandr Łukjanow i Aleksandr Siema zdobyła złoty medal w czwórkach ze sternikiem. W finale o 2,48 sekundy wyprzedzili osadę NRD i o 6,74 sekundy osadę RFN. 
W międzyczasie zdobył brązowy medal w dwójkach ze sternikiem na mistrzostwach świata w St. Catherines (1970) i złoto na mistrzostwach świata w Lucernie (1974). Następnie zwyciężył w czwórkach ze sternikiem na mistrzostwach świata w Nottingham (1975). Wywalczył również srebrny medal w ósemkach na mistrzostwach świata w Amsterdamie (1977).
Ponadto zdobył złoto w dwójkach ze sternikiem na mistrzostwach Europy w Moskwie (1973) i brąz na mistrzostwach Europy w Kopenhadze (1971). 
Kształcił się w Państwowym Instytucie Kultury Fizycznej im. Lesgafta w Leningradzie. Odznaczony Orderem „Znak Honoru” i tytułem Zasłużonego Mistrza Sportu ZSRR. Po zakończeniu kariery został trenerem wioślarstwa. 